# Marlies Askamp
Marlies Askamp (* 7. August 1970 in Dorsten, Nordrhein-Westfalen) ist eine ehemalige deutsche Basketballnationalspielerin. Sie ist 1,96 Meter groß und spielte auf der Position Center. Sie ist eine der Ursprungsspielerinnen der US-amerikanischen Women’s National Basketball Association (WNBA).
Bis zum Alter von 16 Jahren spielte sie gleichzeitig Basketball und betrieb Leichtathletik. Erst danach konzentrierte sie sich ausschließlich auf das Basketballspielen. Sie bezeichnet den Gewinn der Europaliga 1996 und der Bronzemedaille bei der Basketball-Europameisterschaft 1997 als die wichtigsten Momente in ihrem Leben, weil es das Ergebnis harter Arbeit war.

## Spielerkarriere
Marlies Askamp begann mit dem Basketball-Spiel bei Eintracht Erle und spielte bis 1986 für den Verein, anschließend bei der BG Dorsten. Nach einem Wechsel des Wohnortes im Jahr 1987 schloss sie sich dem 1. BC Bremerhaven an. 1989 wechselte sie zum MTV Wolfenbüttel, blieb dort bis 1993. Von 1994 bis 2001 war Askamp Spielerin von BTV Wuppertal und bis zum Karriereende bei NB Oberhausen. Sie gewann sechsmal die deutsche Meisterschaft (1995, 1996, 1997, 1998, 1999 und 2001). 1996 konnte sie mit Wuppertal den Europaligatitel gewinnen und wurde zur deutschen Spielerin des Jahres gewählt.
In den Sommermonaten wechselte Askamp in die 1996 neu gegründete WNBA. Von 1997 bis 1999 spielte sie für die Phoenix Mercury, mit denen sie 1998 in die Endspiele der WNBA einzog.
Am 27. November 1999 wurde sie in einem Sechs-Spieler-Tausch zu den Minnesota Lynx geschickt, die sie jedoch schon am 14. April 2000 zur Miami Sol im Tausch für drei Draftauswahlrechte (10., 24. und 56. Stelle im WNBA-Draftverfahren 2000) einwechselten. Für Miami spielte sie bis 2002, bis die Sol sie am 18. Juni für ein Erstrundenauswahlrecht beim Draftverfahren an die Los Angeles Sparks abgaben. Sie beendete die Saison 2002 und ihre WNBA-Laufbahn bei den Sparks, die in dieser Saison auch den WNBA-Titel holten.
- Ihre Karrierebestleistung in der WNBA von 23 Punkten erzielte sie beim 80:66-Sieg bei den Utah Starzz am 12. Juli 1999.
- In insgesamt 172 Spielen in der WNBA erzielte sie durchschnittlich 6,0 Punkte und 4,8 Rebounds. Zusätzlich bestritt sie zehn Playoff-Spiele.

Askamp bestritt wiederholt auch Spiele für Spitzenvereine aus dem europäischen Ausland.
Zusätzlich war Marlies Askamp eine wichtige Spielerin der deutschen Damen-Nationalmannschaft. Sie debütierte am 14. April 1990 gegen die Niederlande und hatte ihr letztes Länderspiel am 11. September 2005 gegen Rumänien. Askamp bestritt 190 Spiele im Trikot Deutschlands und erzielte 2330 Punkte, was einen Schnitt von über 12 Punkten/Spiel bedeutet.
Der größte Erfolg war bei insgesamt vier EM-Teilnahmen der Gewinn der Bronzemedaille bei der Basketball-Europameisterschaft 1997, bei der sie zum MVP (wertvollste Spielerin des Turniers) gewählt wurde, sowie die Teilnahme bei der Weltmeisterschaft 1998 in Deutschland.
2005 wurde sie zur besten Spielerin des Jahres der Bundesliga gekürt. In der Saison 2006/07 pausierte sie monatelang aufgrund einer Schwangerschaft und beendete nach der Saison ihre Basketballkarriere.
Askamp blieb ihrem letzten Verein verbunden, gewann mit NB Oberhausen mehrmals die Deutsche Meisterschaft der Ü35-Mannschaften, ließ sich Anfang 2018 kurzfristig für die Erste Mannschaft reaktivieren und nahm am 17. Februar 2018 gegen die Velberter SG erstmals wieder an einem Pflichtspiel teil.

## Privates
Askamp hat eine Schwester und zwei Brüder. Sie spricht Deutsch, Englisch und Französisch.
Neben dem Basketballsport war sie beim Amtsgericht Wuppertal beschäftigt.
Ihre Tochter Frederike wurde Bundesliga-Spielerin und deutsche Jugendnationalspielerin im Basketball.